# Cortes de Valladolid (1298)

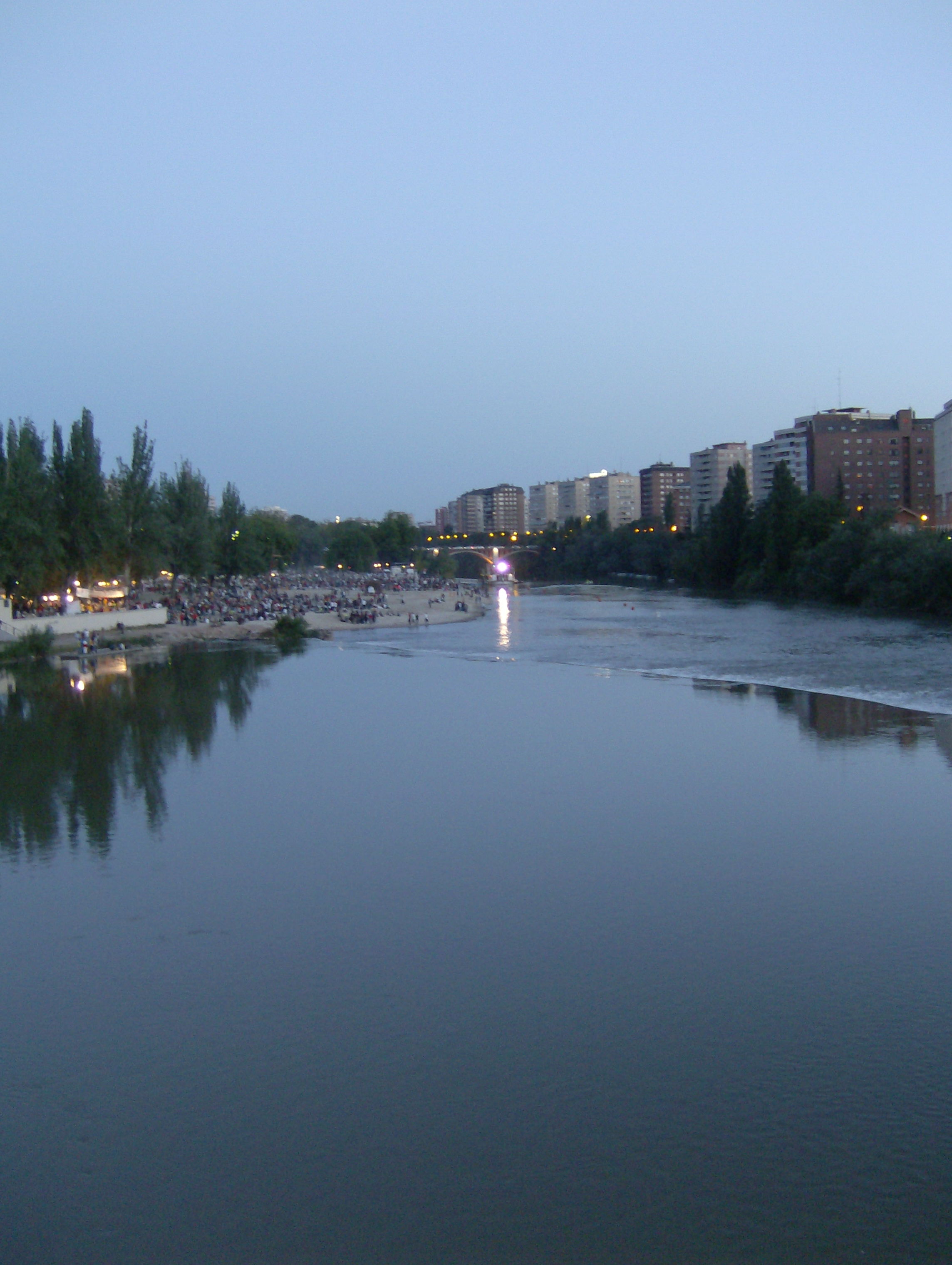
El río Pisuerga a su paso por la ciudad de Valladolid.

Cortes de Valladolid de 1298. Cortes del reino de Castilla celebradas en la ciudad de Valladolid entre los meses de enero y febrero de 1298, durante la minoría de edad del rey Fernando IV de Castilla. 
Fueron convocadas por la reina María de Molina, madre de Fernando IV de Castilla, y por el infante Enrique de Castilla el Senador, hijo de Fernando III de Castilla y tutor del rey Fernando IV durante su minoría de edad.

## Las Cortes de Valladolid de 1298

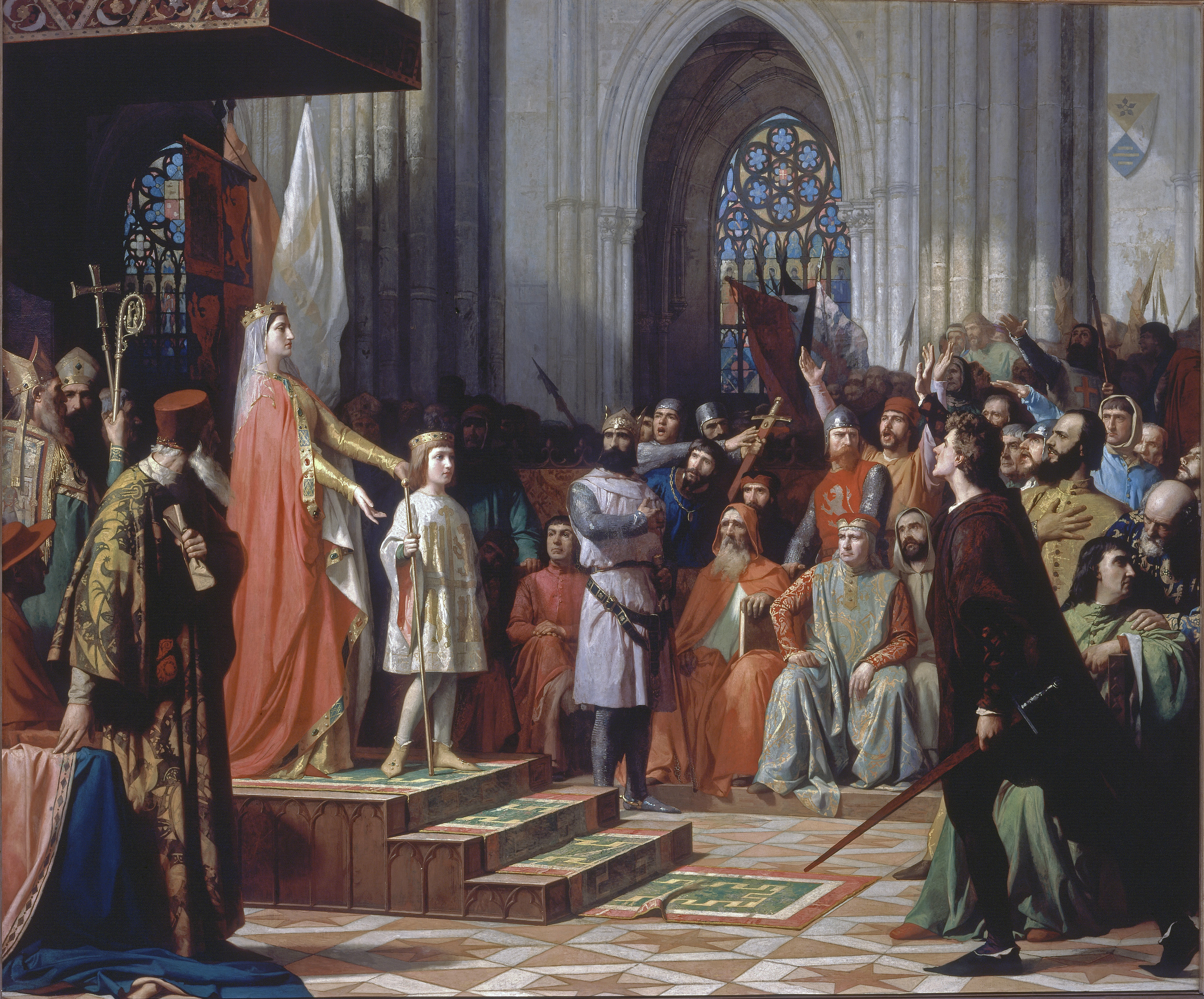
María de Molina presenta a su hijo Fernando IV en las Cortes de Valladolid de 1295. Óleo sobre lienzo de Antonio Gisbert Pérez. 1863. (Congreso de los Diputados de España).

Las Cortes de Valladolid de 1298 fueron una asamblea plena de todos los reinos que componían la Corona de Castilla, reunida en la época de plenitud de las Cortes castellanas, y a las que se convocó a los ricoshombres, maestres de las Órdenes militares y hombres buenos de las villas de Castilla, León y Extremadura. Los representantes del estamento eclesiástico no acudieron, aunque concedieron dos servicios al rey, y los representantes de los concejos también concedieron dos servicios al rey, que fueron destinados a pagar las soldadas de los nobles.
El infante Enrique de Castilla, tutor del rey Fernando IV, intentó nuevamente convencer a los representantes de los concejos para que accedieran a vender la ciudad de Tarifa al rey Muhammad II de Granada, aunque también en esta ocasión fracasó en su propósito, como ya había ocurrido en las Cortes de Cuéllar de 1297, gracias a la intervención de la reina María de Molina, que se opuso a dicho proyecto.
El 12 de marzo de 1298, una vez finalizadas las Cortes de Valladolid de 1298, los «caballeros e los homes buenos personeros de la hermandad de las villas del regno de León» escribieron una carta al rey Dionisio I de Portugal para solicitar su apoyo en favor de Fernando IV, aunque en realidad las tropas portuguesas ayudaron al infante Juan de Castilla el de Tarifa, que se había rebelado contra su sobrino Fernando IV. No obstante, dicha carta dirigida al monarca portugués evidencia el compromiso y la solidaridad de los concejos leoneses con la reina María de Molina y su hijo Fernando IV, a pesar de que el infante Juan había sido proclamado en 1296 rey de León, de Sevilla y de Galicia, siendo coronado y ungido como tal en la catedral de León, aunque diversos historiadores señalan que el área de influencia del infante Juan se limitaba a la ciudad de León y a algunas villas cercanas.
Una copia del ordenamiento de las Cortes de Valladolid de 1298 se conserva en el Archivo municipal de Béjar, aunque está deteriorado. Al igual que en las Cortes de Valladolid de 1299, en el ordenamiento de éstas se indica que las disposiciones de Fernando IV en las Cortes fueron realizadas «con consejo de la Reina Doña María nuestra madre e con otorgamiento del Infante (Enrique), nuestro tío e tutor».

### Disposiciones generales

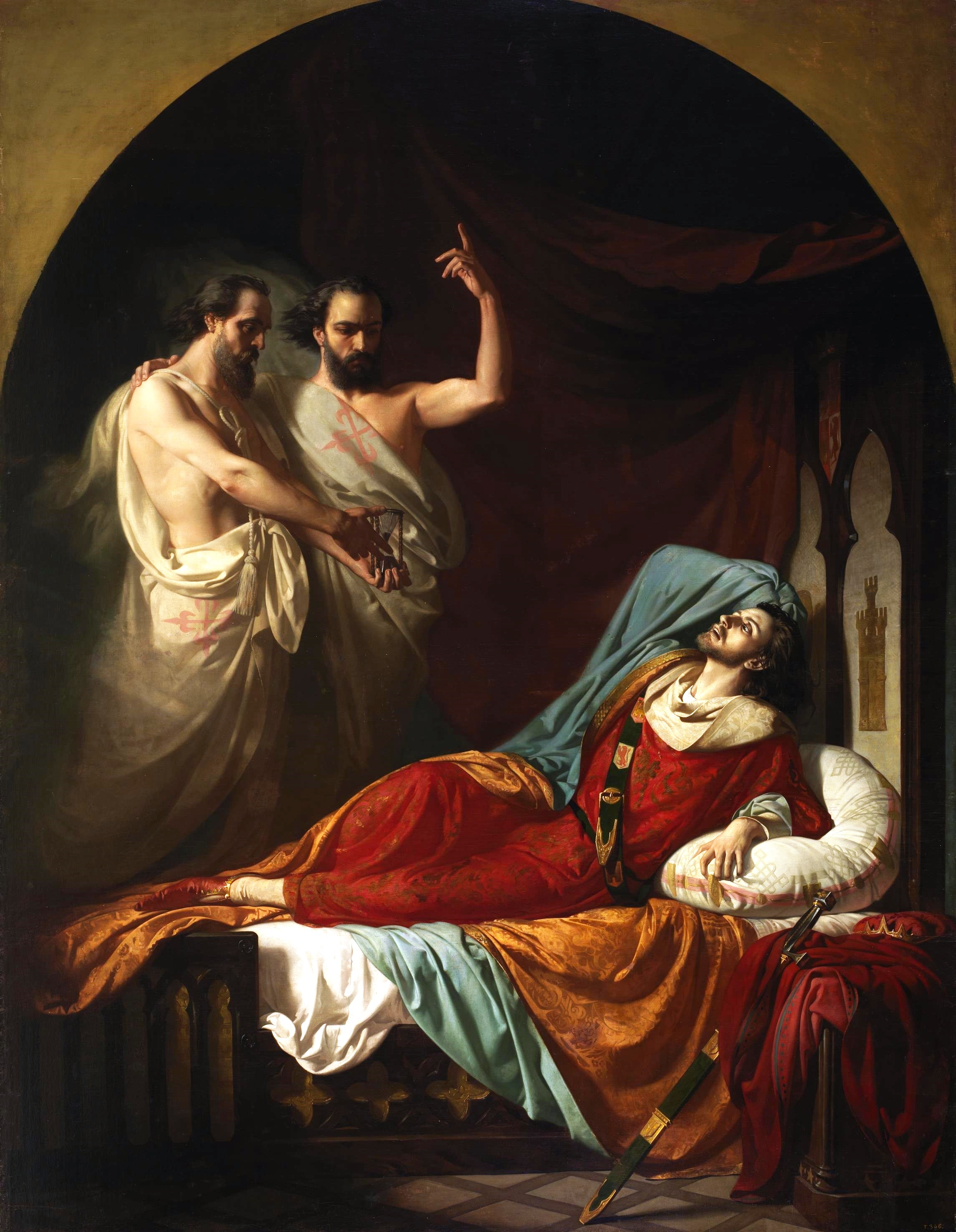
Últimos momentos de Fernando IV el Emplazado. Óleo sobre lienzo de José Casado del Alisal. 1860. (Palacio del Senado de España).

- Los representantes de los concejos se quejaron al rey de los crímenes, saqueos y robos que se producían en el reino.[11]
- Todos aquellos que hubieran cometido un robo estarían obligados a reparar los daños ocasionados.[3]
- A todos aquellos que hubieran abandonado el bando de Fernando IV durante la guerra civil que asolaba el reino se les ordenaba volver al servicio del rey antes de la próxima Pascua de Resurrección y se les ordenaba reparar todos los daños y saqueos que hubieran cometido.[4]
- Los castillos de los nobles que se hubieran opuesto a Fernando IV serían demolidos y sus propiedades confiscadas.
- Los hombres buenos de las ciudades y concejos estarían encargados de hacer las pesquisas para atrapar a los que hubiesen cometido robos, asesinatos o saqueos.[4]
- A Juan Martínez de Rojas, merino mayor de Castilla, le fue encomendada la misión de reparar todos los daños que hubieran sufrido los habitantes de Castilla.[4]
- Los ricoshombres, infanzones y caballeros no podrían apoderarse de los bienes de los concejos y ciudades.
- Los bienes ubicados en las tierras de realengo no podrían pasar a la jurisdicción de abadengo y viceversa, tal y como había sido dispuesto en las Cortes de Haro de 1288, reunidas en el reinado de Sancho IV de Castilla.
- Al igual que en las Cortes de Cuéllar de 1297, se dispuso que los clérigos pagarían impuestos, al igual que el resto de los pecheros,[12] cuando adquiriesen propiedades situadas en tierras de realengo.[13] No obstante, dicha disposición no fue cumplida y se repitió nuevamente en las Cortes de Valladolid de 1299 y en las Cortes de Burgos de 1301, aunque en estas últimas con algunas modificaciones.[14]